# Pentagon Combat

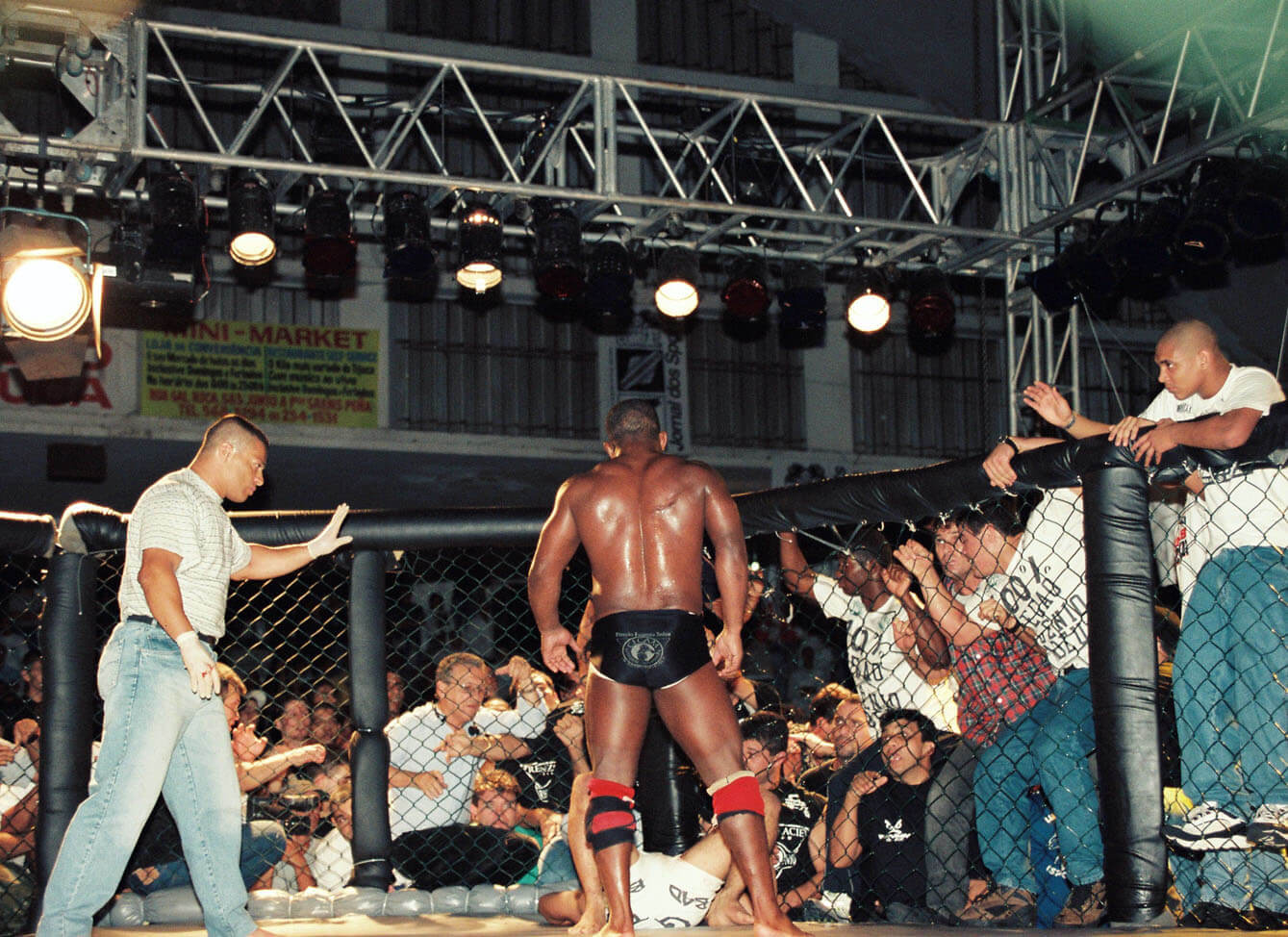
A luta final entre Eugênio Tadeu (de pé) e Renzo Gracie (deitado no chão), antes de se transformar em um tumulto

Pentagon Combat, foi um evento de Vale-tudo que aconteceu no dia 27 de setembro de 1997 em um Sábado ás 20:30, no Ginásio do Tijuca Tênis Clube, no Rio de Janeiro, Rio de Janeiro, Brasil. O evento contou com 6 lutas no card, com integrantes do chamado Gracie Jiu-jitsu contra representantes de várias artes marciais, além da atração da noite a explosiva luta principal entre o Gracie Jiu-jitsu de Renzo Gracie e a Luta livre esportiva de Eugênio Tadeu. Foi promovido por Nelson Monteiro faixa preta de Jiu-Jitsu de Carlos Gracie Jr., financiado pelo Sheik Tahrnoon Bin Zayed de Abu Dhabi.

## A Luta Que Não Terminou

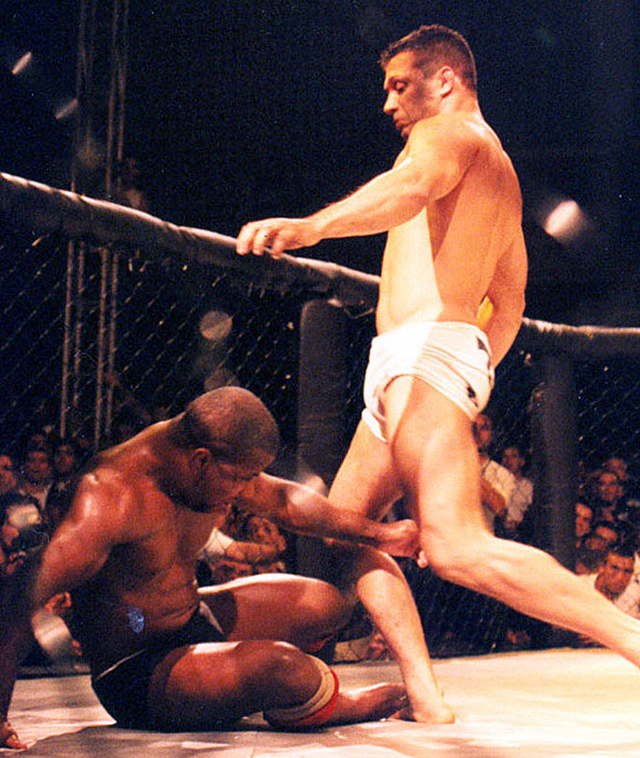
Renzo Gracie faz um "tiro de meta" em Eugênio Tadeu

Após todas as lutas do Card preliminar acontecerem e de vitórias de nomes importantes como Murilo Bustamante, ex-campeão dos médios do UFC, e de Oleg Taktarov, a luta principal do evento, tem início. Renzo Gracie começou a luta em vantagem sobre Eugênio Tadeu. Passou sua guarda por diversas vezes, montou duas vezes e ficou perto de finalizá-lo com um mata-leão, mas logo Eugênio sentiu Renzo começar a ficar cansado e mudar o ritmo da luta. Depois de derrubar Renzo com um chute nas pernas, Eugênio começou a chutar as suas pernas no chão, enquanto Renzo apenas tentava se recuperar sentando no chão. Renzo tentou se levantar novamente, mas Eugênio o colocou pra baixo novamente com um chute nas pernas. Naquela altura, a torcida da Luta-Livre estava louca, sentindo o bom momento, onde dominava completamente a área em volta do ringue. Mas um dos caras da Luta-Livre chutou a cabeça de Renzo pelas grades por fora do ringue e a luta foi interrompida, quando faltava apenas um minuto para o final do round de 10 minutos. Renzo, muito cansado, se levantou e começou a andar pelo ringue, quando outro lutador de Luta-Livre invadiu pulando o ringue e o agrediu com um soco. Naquele momento uma imensa briga entre membros da Luta-Livre e do Jiu-Jitsu se iniciou. Os administradores do Tijuca Tênis Clube, onde se realizava a competição, apagaram as luzes do ginásio para tentar conter a violência, mas não puderam impedir que várias cadeiras fossem arremessadas contra o ringue. Supostos seguranças do evento deram tiros para o alto, o que acabou provocando grande correria para fora do ginásio. A confusão só terminou quando as luzes foram novamente acesas para o ingresso da polícia ao local.  
A luta entre Renzo Gracie e Eugênio Tadeu, teve que ser interrompida, sendo declarada “no contest” (luta sem resultado). Como resultado dessa confusão os políticos locais proibiram eventos de Vale-tudo no estado do Rio de Janeiro durante muitos anos.
Segundo uma entrevista do mestre Robson Gracie dada em 09 de outubro de 2015 para a Revista Tatame,“Ali foi uma desordem, muitos foram lá fazer bagunça... Terminou como estávamos esperando, ganhamos todas nossas lutas. Teve aquela confusão, mas é assim mesmo, quando se trata de luta, não é o bom comportamento que resolve não! Você vê ali que tem lutador, a porrada é salutar! A porrada ajuda a cristalizar a ordem”, disparou o mestre. 